# Gloriette

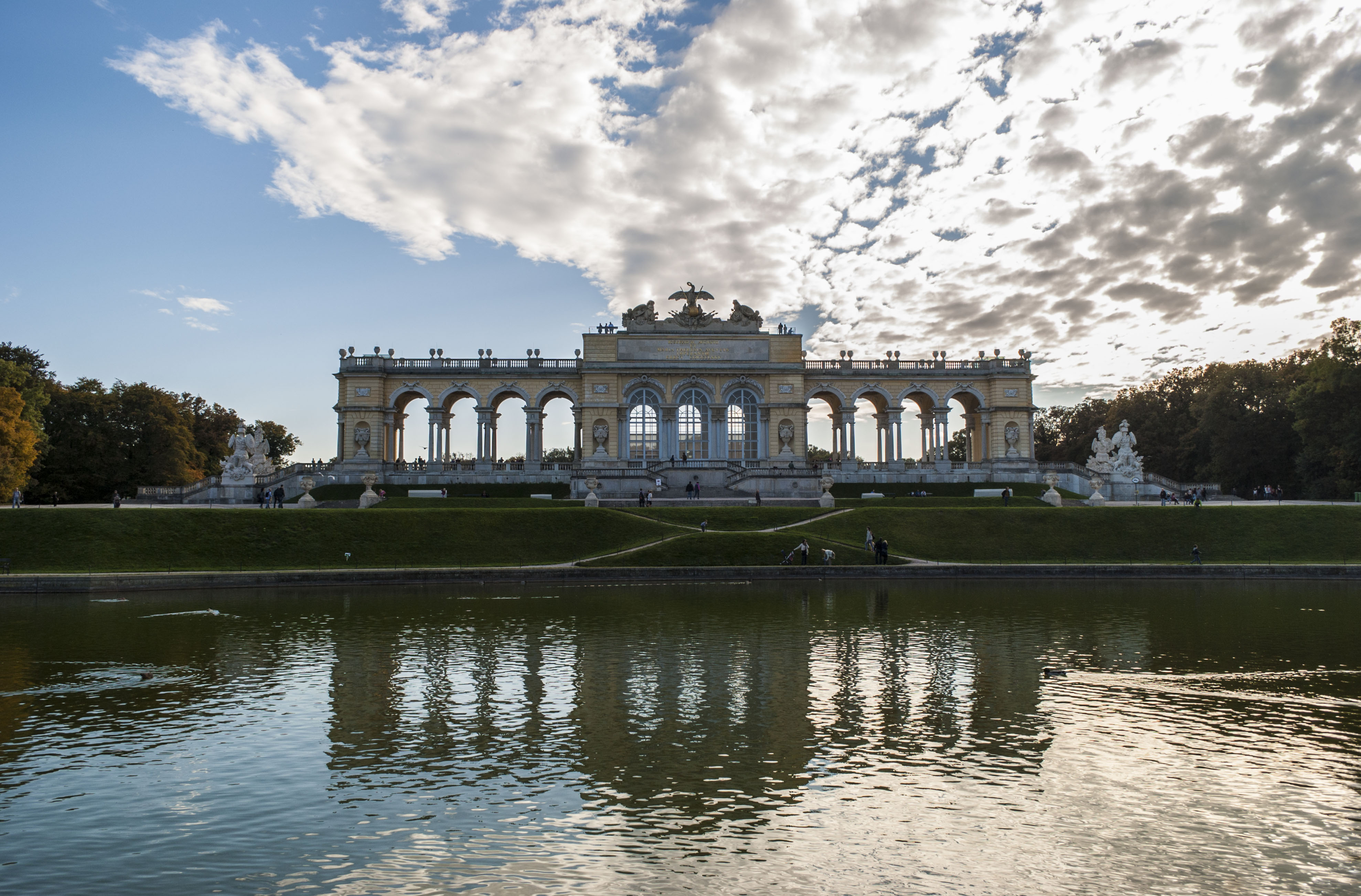
La Gloriette del castello di Schönbrunn.

Gloriette è il nome che veniva dato nel XII secolo ad una piccola camera e, a partire dal rinascimento a un piccolo padiglione o ad un tempietto all'antica sito nel parco di un castello, come luogo propizio al riposo e alla poesia. L'epoca barocca moltiplicò gli edifici all'interno dei parchi e con essi le Gloriette. Quella del castello di Schönbrunn, a Vienna, si apparenta più ad un padiglione di piacere, per le sue dimensioni. Il nome proviene dal termine "gloria".
Il XVIII secolo e l'epoca neoclassica portò di moda i piccoli templi all'antica, spesso dedicati alle Muse, a Venere o ad Apollo, nella corrente del romanticismo e delle poesie elegiache. Essa funge talvolta come belvedere per ammirare le bellezze della natura. Quando è costruita in tondo con colonne greche, nei paesi germanofoni viene denominata monopteros.

## Oggi
Oggi questo termine indica sia un piccolo padiglione di giardino che una grande voliera per uccelli. La gloriette è spesso fatta di ferro forgiato e, raramente, in legno.
Nel giardino del priorato di Orsan, a Maisonnais, nel dipartimento della Cher, molte gloriette in legno ornano e ombreggiano i viali. Le piante rampicanti sono spesso associate a questo tipo di fabbricato.

## Galleria d'immagini

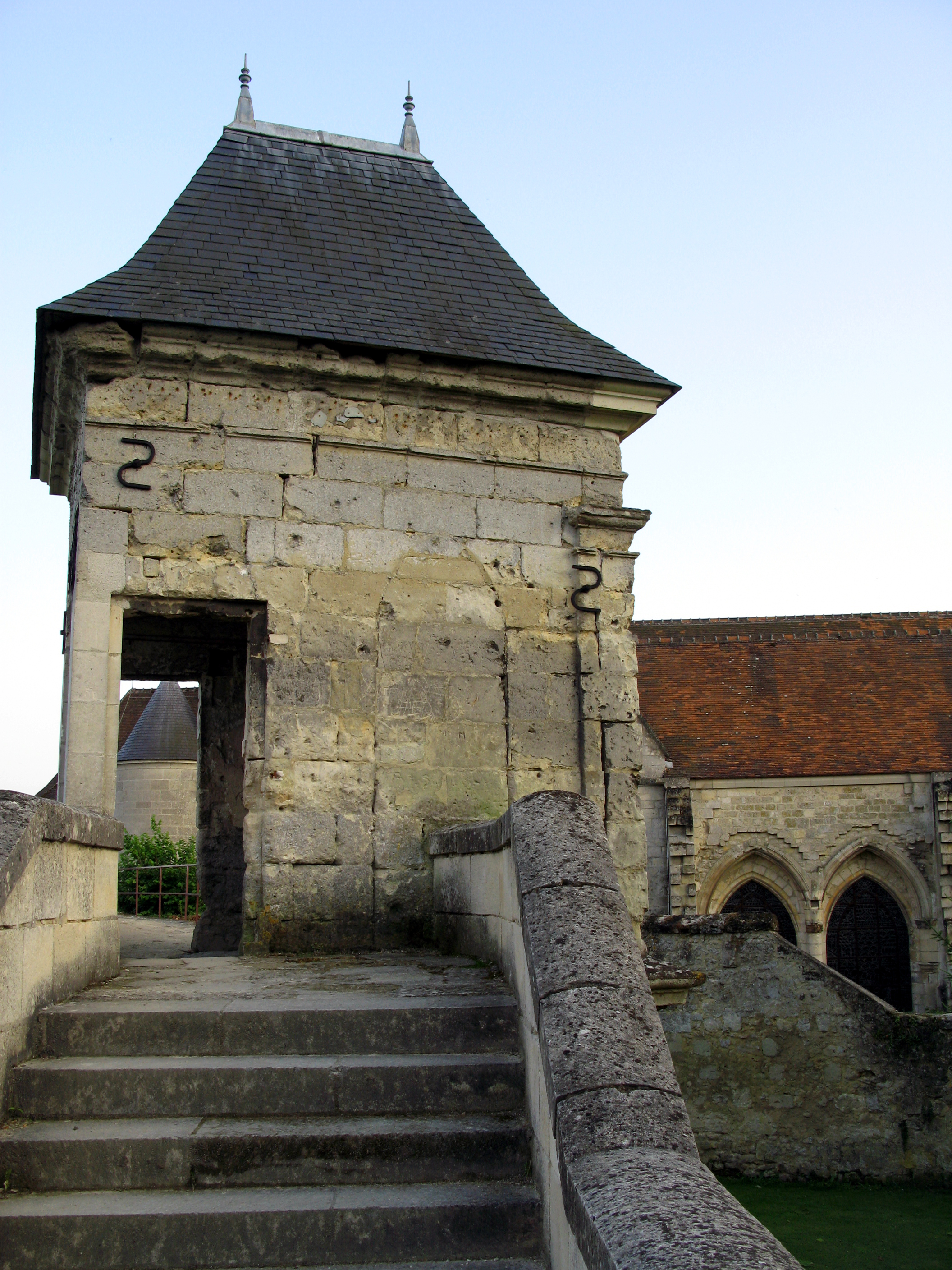
Gloriette dei bastioni di Coucy
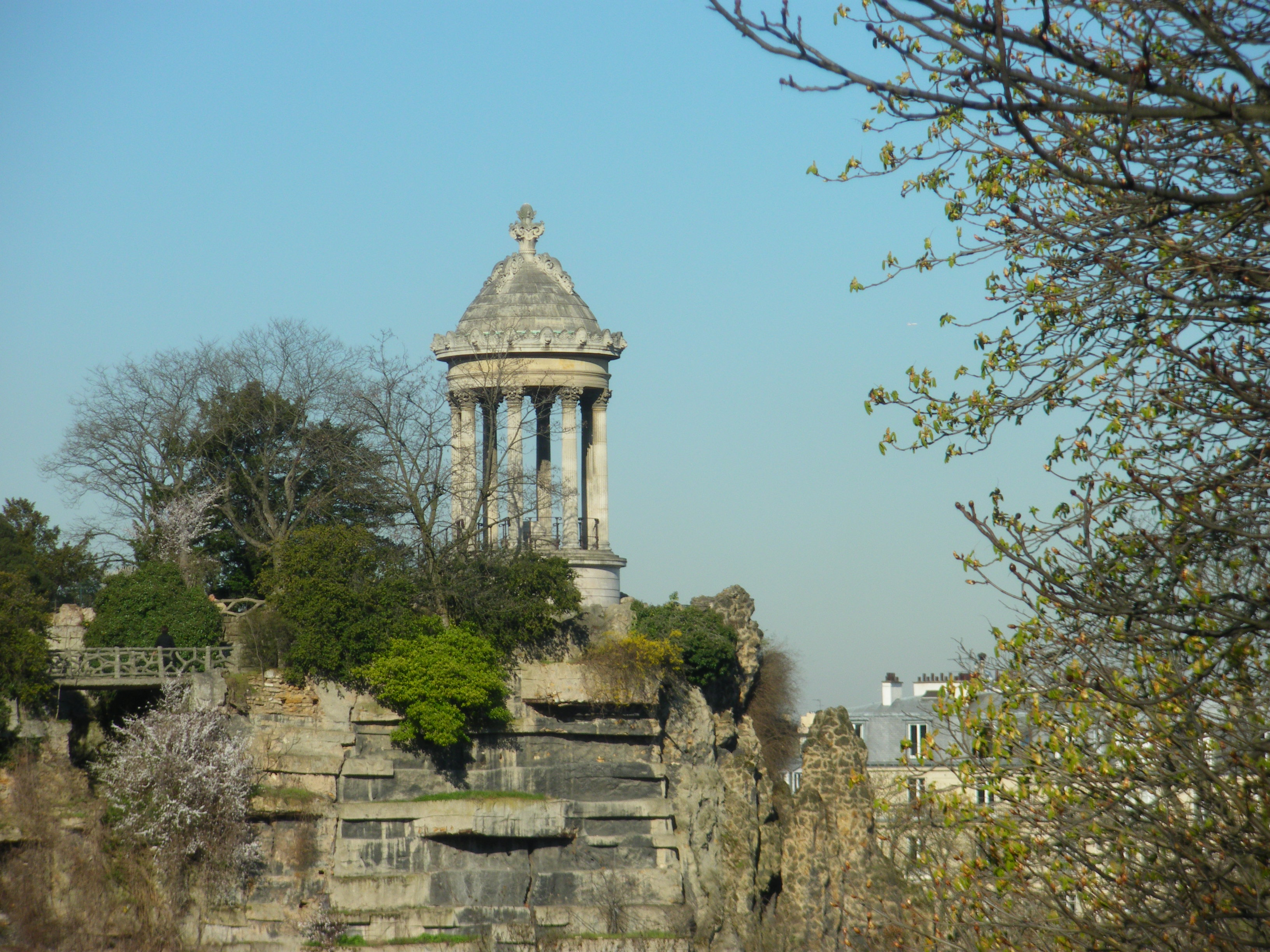
Gloriette del Parco delle Buttes-Chaumont a Parigi con funzione di belvedere
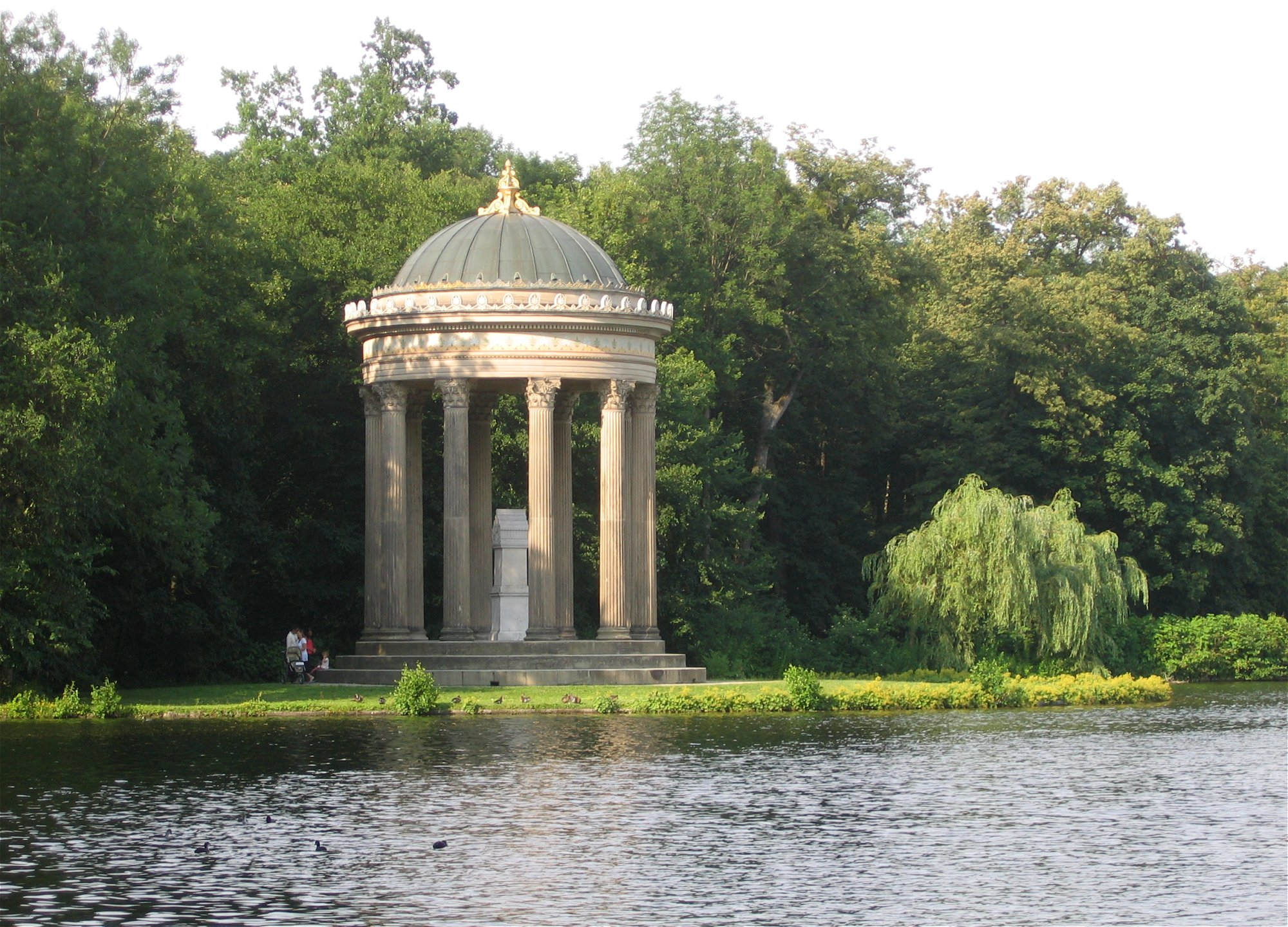
Gloriette denominata il Tempio d'Apollo nel parco di Nymphenbourg a Monaco di Baviera
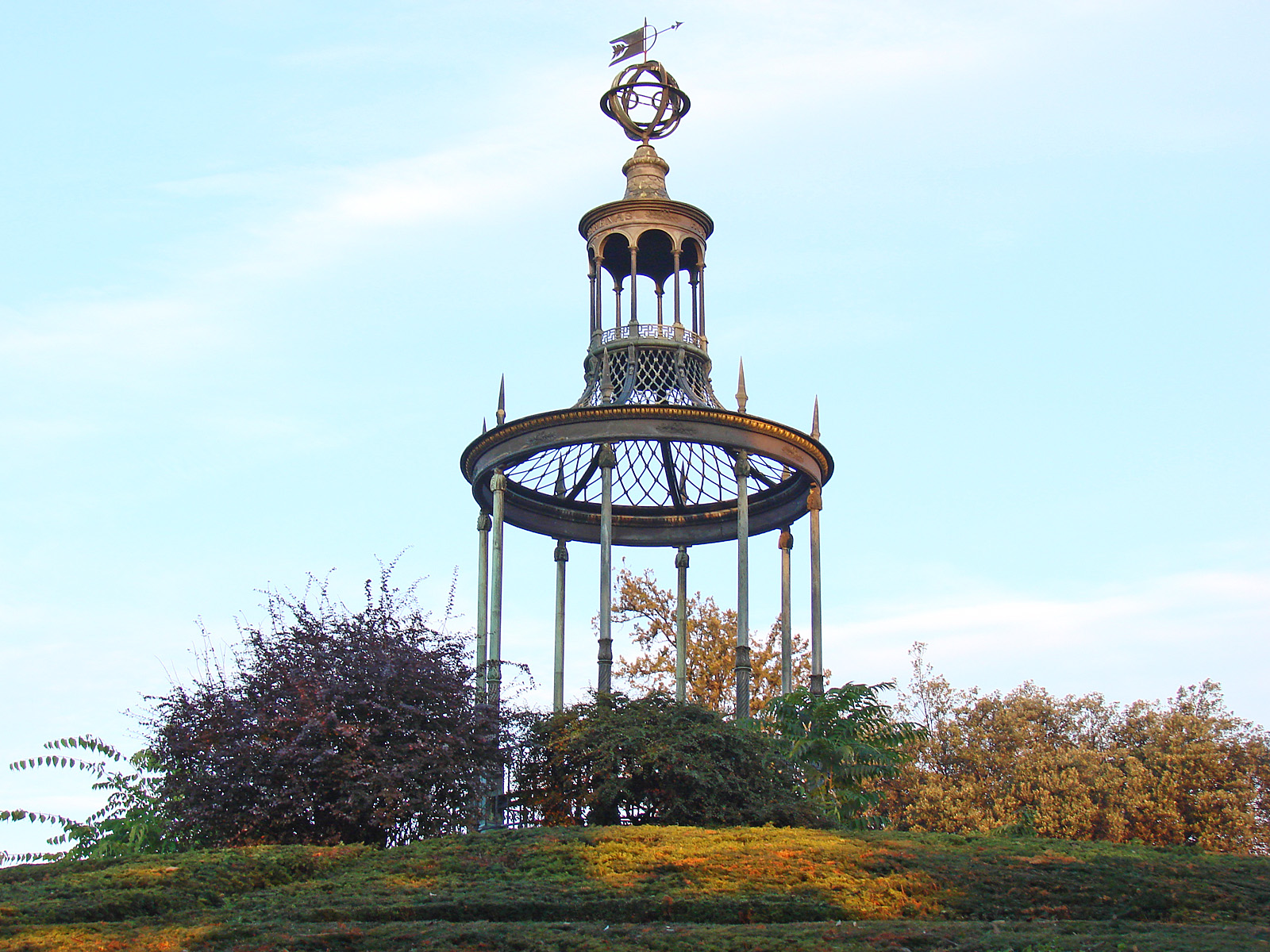
Gloriette in metallo del XVIII secolo nel jardin des Plantes a Parigi
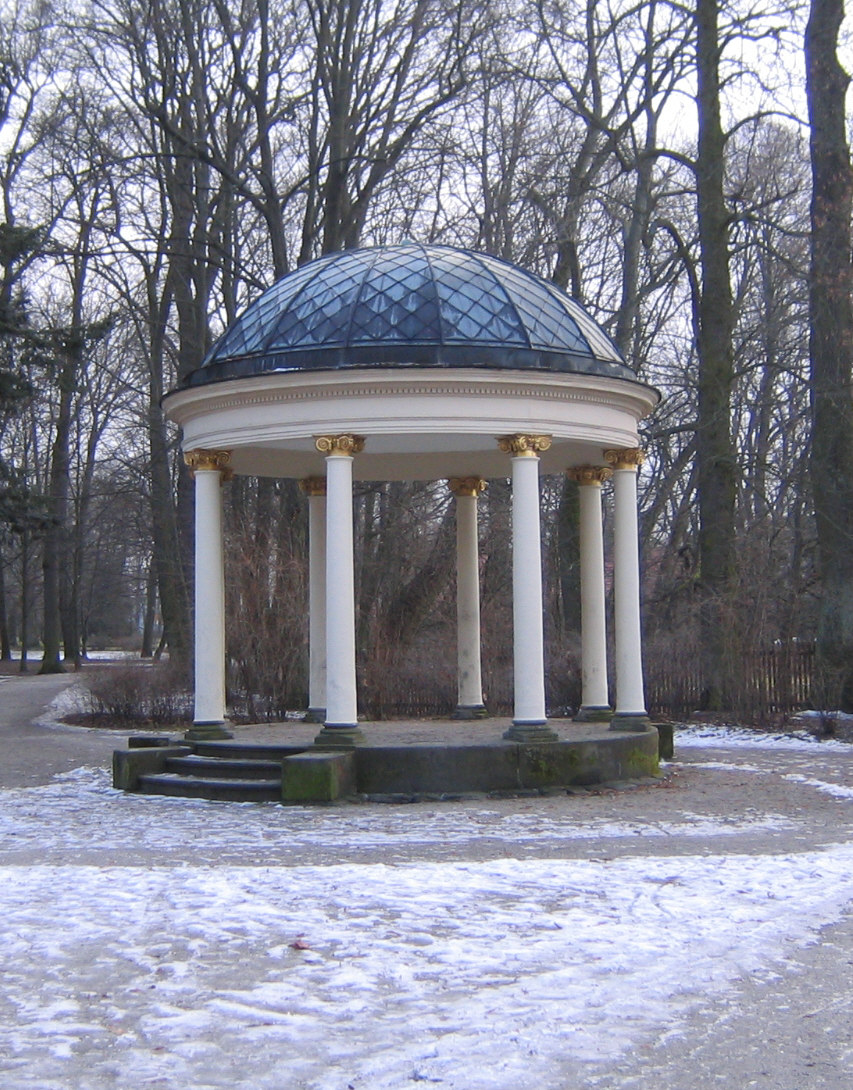
Il Monopteros del parco del nuovo castello di Bayreuth (1765)
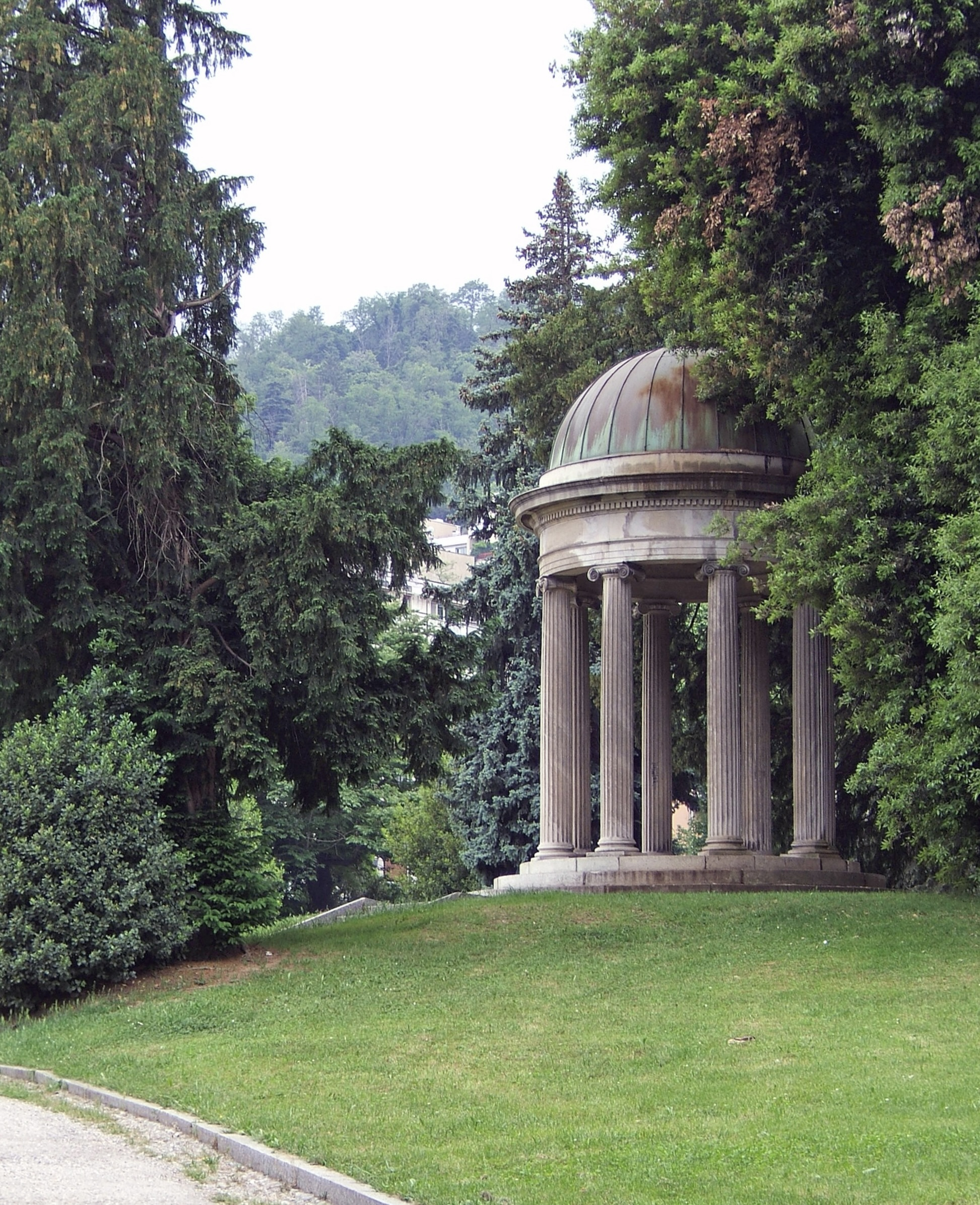
Il Monopteros del parco della villa Olmo di Como
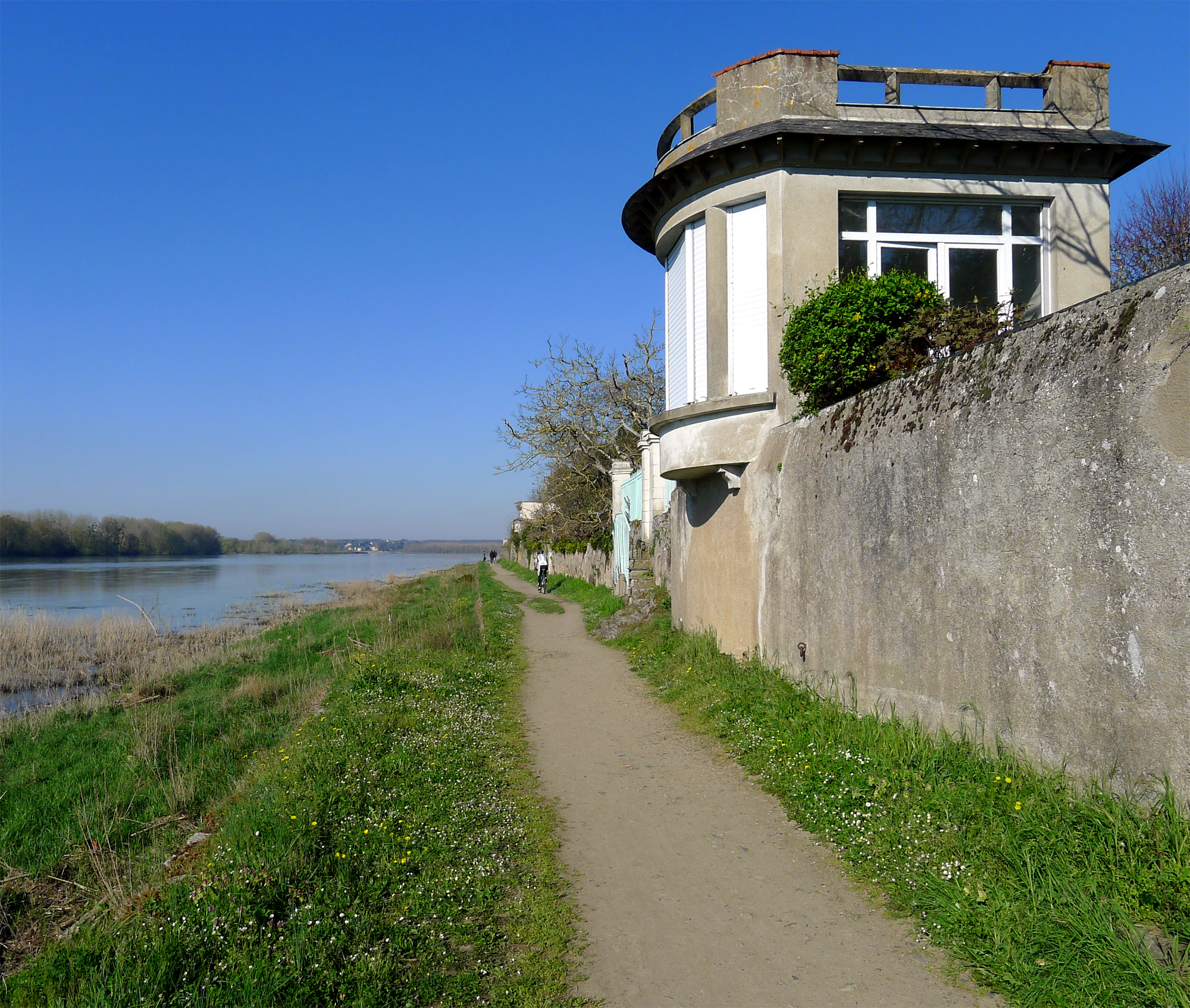
Gloriette lungo la Loira (Sainte-Gemmes-sur-Loire, Maine e Loira).
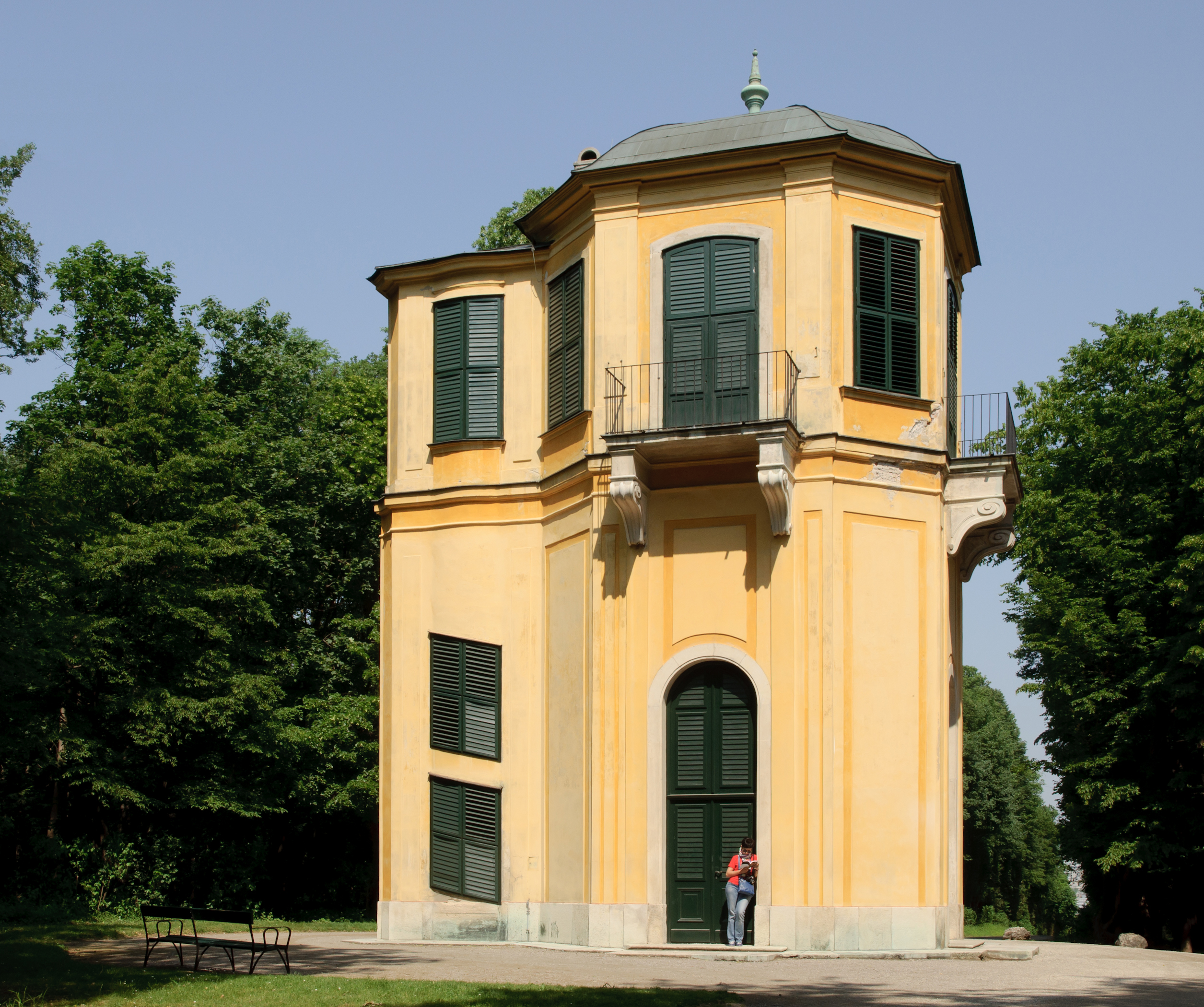
Piccola gloriette nel giardino del castello di Schönbrunn
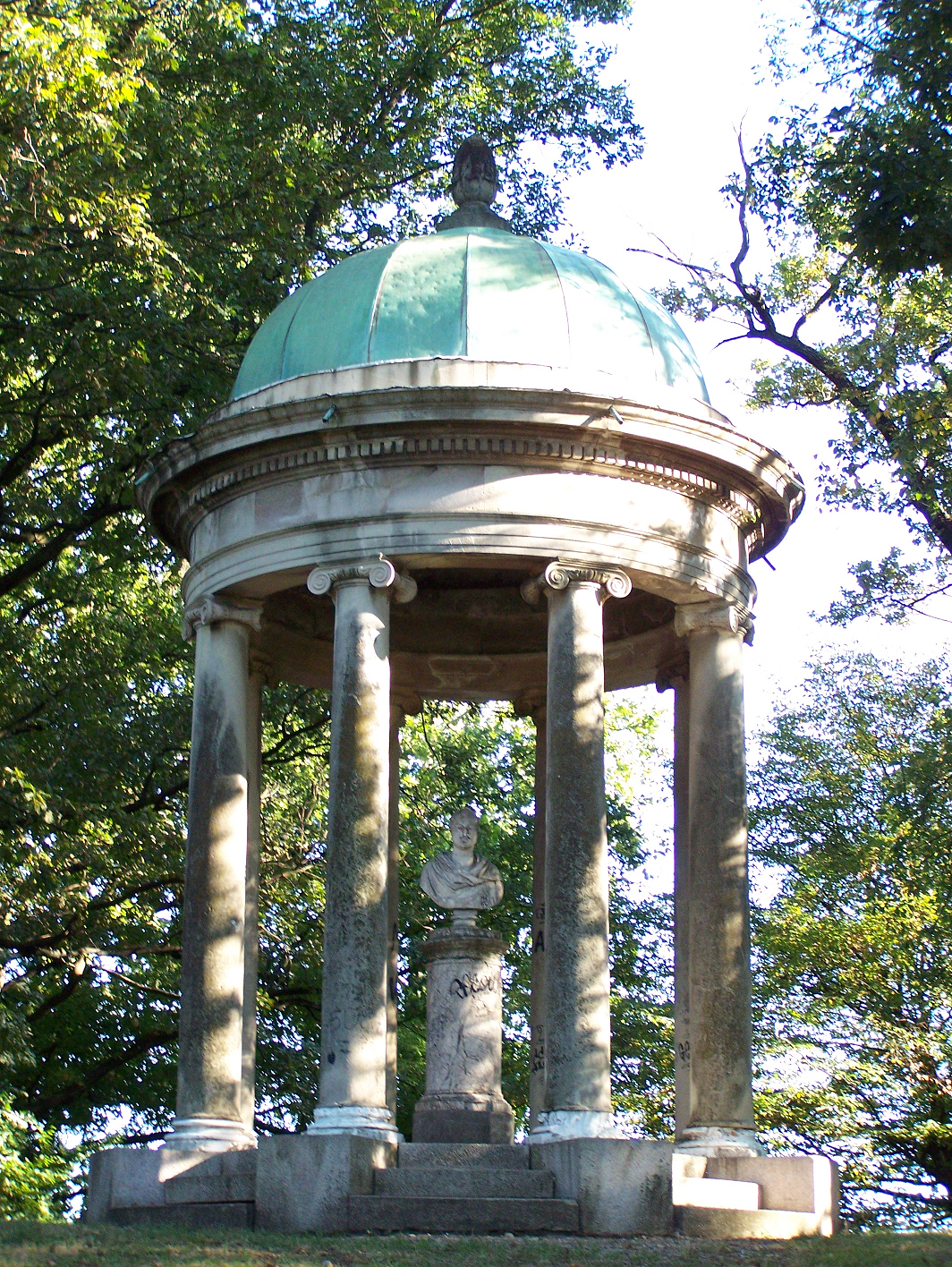
Il Monopteros del parco di Villa Annoni a Cuggiono (MI) - Italia